# Joan Leslie (schrijfster)

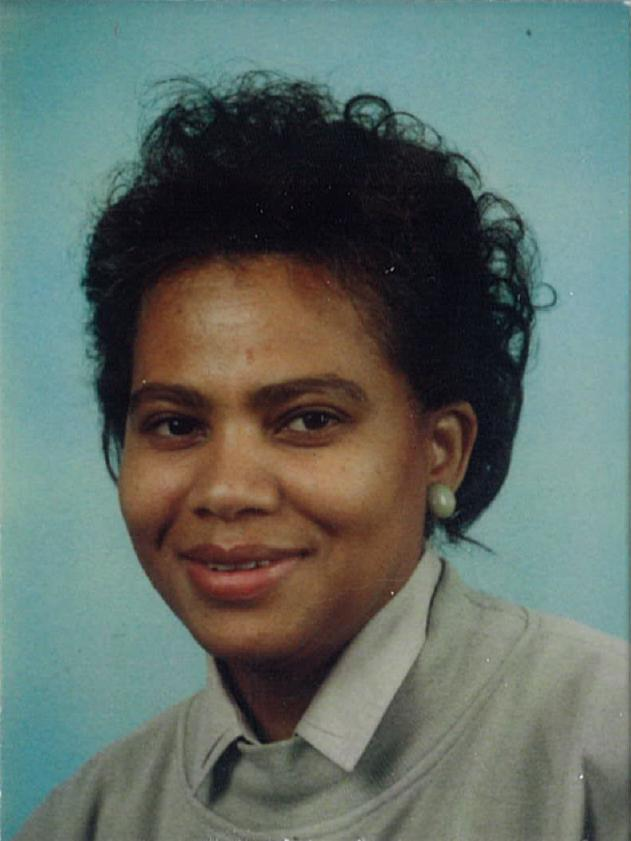
Joan Leslie

Joan Elizabeth Leslie (Aruba, 28 oktober 1953) is een Arubaans schrijfster en dichter, woonachtig in Nederland. Zij schrijft zowel in het Nederlands, Engels als Papiaments.

## Opleiding
Haar ouders zijn afkomstig van Barbados. Leslie interesseerde zich al jong voor dromen en psychologie en verdiepte zich via zelfstudie in de psychoanalyse en de dieptepsychologie (Sigmund Freud, Carl Gustav Jung). Begin jaren zeventig kwam zij naar Nederland. Zij volgde een analistenopleiding en deed een studie voor H.B.O- verpleegkundige. Daarnaast volgde zij in 1992 een cursus voor het schrijven van korte verhalen, resulterend in een aantal korte verhalen rond de slimme spin Kompa Nanzi.

## Werk
Joan Leslie schrijft verhalen die vaak psychologische aspecten belichten of een humoristische inslag hebben. Vanaf 1996 verschenen haar verhalen in verschillende bloemlezingen, te weten: 'Noodlot' (in Panorama, 1996), 'Golden Delicious' en 'Bluesklanken' (in Mozaik, 1997), 'Bloeiende flamboyant' (in In Geur en Kleur, 1998), 'Ikebana' (in Interludium, 1999); 'Verbondenheid' (in Scala, 2000), 'Het gewicht van het verleden' (in Golfslag, 2001), 'Onbeschreven leegte' (in Fuga, 2002), 'Coraggio! Houd moed!' (in Cadans, 2003), 'Rosa hel cu sumpina' en 'Differencia mester tin' (in Bentana Habri, 2004), 'Kerst met Kompa Nanzi' (in Schrijvers Special! van het Straatjournaal Kennemerland, West-Friesland en Haarlemmermeer, jaargang 11 nr. 107, december 2007), 'Het gewicht van het verleden' (in Waarover wij niet moeten praten, 2007). In maart 2007 verscheen haar verhalenbundel De bloeiende flamboyant, met een twaalftal verhalen bij uitgeverij In de Knipscheer. De bundel werd eerst op Aruba gepresenteerd en vervolgens ook in Nederland - tijdens een publiekscollege van Michiel van Kempen over Antilliaanse literatuur aan de Universiteit van Amsterdam.
Gedichten van haar hand verschenen in Met de wil elkander bij te staan (2004), Fruta Hecho (2006) en Kinderen van het heelal (2008).
In 2003 won zij met haar verhaal 'Passport to reality' de Simia Literatuurprijs (voor proza) Sinds dat jaar is ze lid van de Antilliaanse groep Simia Literario, sinds 2006 als bestuurslid.

## Compa Nanzi's Capriolen
Compa Nanzi's Capriolen (2011) is een variant op de Kompa Nanzi-verhalen die behoren tot het culturele erfgoed van de Antillen. Anders dan in de originele spinverhalen heeft Leslie van Compa Nanzi (kameraad Nanzi) in dit boek geen schurk gemaakt, maar een held. Nanzi is slim, bijdehand en wijs, maar hij heeft zijn hart op de goede plaats en doet geen kwaad wanneer daar geen reden toe is. Naast Nanzi staat zijn sterke vrouw, Shi Maria, die een tegenwicht vormt voor Compa Nanzi. Aan de personages in het boek zijn door de schrijfster dierlijke namen en eigenschappen toegekend. Dit gebeurt ook in de originele verhalen, alleen krijgen dieren daarin menselijke eigenschappen, terwijl in Compa Nanzi's Capriolen het omgekeerde gebeurt. Terugkerende personages zijn bijvoorbeeld: Rita Verburg (sterk gericht op de eigen, Nederlandse cultuur), de gezusters Sneki (sneki verwijst naar slang), Cha Tiger (in Kompa Nanzi-verhalen is de tijger de sterke, maar domme tegenstander van Nanzi), Lini Raton (verwijst naar rat) en Shon Rico (verwijst naar 'rijk'). De namen zijn in het Papiaments weergegeven en worden achter in het boek toegelicht in een verklarende woordenlijst.
In de korte verhalen komt Compa Nanzi in aanraking met de negatieve eigenschappen van de personages, en probeert hij hen door middel van zijn slimme capriolen op hun plek te zetten. De verhalen hebben dan ook een moralistische inslag, wat aansluit op de originele Kompa Nanzi-verhalen, die voor lering en vermaak bedoeld waren. Leslie brengt thema's als armoede, rijkdom, opvoedingsperikelen, het streven naar liefde en geluk aan de orde, maar ook zware thema's als de multiculturele samenleving, machtsmisbruik en discriminatie. Ondanks de ernst van deze onderwerpen zijn de verhalen luchtig en humoristisch geschreven. Leslie wilde van Compa Nanzi iemand maken die de mensen wakker schudt, die laat zien hoe het voelt om ongelijk behandeld te worden en die zich verzet tegen machtsverhoudingen. Met Compa Nanzi's Capriolen wilde de schrijfster de 'wij-zij cultuur' benadrukken en de boodschap uitdragen dat we naast elkaar moeten leven.

## Over Joan Leslie
- Recensie van De bloeiende flamboyant door Wim Rutgers in dagblad Amigoe (17 maart 2007)
- Interview met Peter de Rijk in het radioprogramma Kunst en Cultuur (mei 2007)
- Interview in Carib Magazine, 20 augustus 2007, 'Vertellingen van een stille getuige' (door Quito Nicolaas).